# Barbu à collier
Psilopogon pyrolophus
Espèce
Statut de conservation UICN

 LC  : Préoccupation mineure
Le Barbu à collier (Psilopogon pyrolophus) est une espèce d'oiseaux de la famille des Megalaimidae (les barbus asiatiques).

## Description
Le barbu à collier mesure de la tête à la queue jusqu'à 28 cm de long. Il a des touffes de vibrisses sur la face.

## Répartition
Son aire de répartition s'étend de la Thaïlande à la Malaisie et à l'Indonésie.